# Sydney International (doppio femminile)
Questo è un elenco delle finali del doppio femminile del Sydney International. L'australiana Thelma Coyne Long detiene il record di vittorie con 10 trofei.

## Doppio
| Anno       | Categoria     | Vincitrice                                           | Finalista                                     | Punteggio            |
| ---------- | ------------- | ---------------------------------------------------- | --------------------------------------------- | -------------------- |
| 1886       | WTA Tour      | Annie Lamb C. Greene                                 | Beatrice Metcalfe Ada Rodd                    | 6–1, 6–4             |
| 1887       | WTA Tour      | L Scott (1) Miss Scott (1)                           | C. Greene E. Raleigh                          | 3–6, 6–4, 6–3        |
| 1888       | WTA Tour      | L Scott (2) Miss Scott (2)                           | Edith F. Fox Elizabeth M Mayne                | 6–1, 3–6, 6–2        |
| 1889       | WTA Tour      | Elizabeth M Mayne (1) Mabel Shaw (1)                 | Miss Keating E. Raleigh                       | 6–3, 6–0             |
| 1890       | WTA Tour      | Elizabeth M Mayne (2) Mabel Shaw (2)                 | S. Dransfield Zilla Scott                     | 6–4, 7–5             |
| 1891       | WTA Tour      | M. Dransfield (1) Zilla Scott                        | C. Raleigh E. Raleigh                         | 7–5, 6–3             |
| 1892       | WTA Tour      | Elizabeth M Mayne (3) Mabel Shaw (3)                 | S. Dransfield Ada Keele                       | 3–6, 8–6, 6–2        |
| 1893       | WTA Tour      | Elizabeth M Mayne (4) Mabel Shaw (4)                 | M. Dransfield Ada Keele                       | 6–3, 6–4             |
| 1894       | WTA Tour      | M. Dransfield (2) P. Dransfield (1)                  | Miss Lee Mrs Metcalf                          | 6–1, 6–1             |
| 1895       | WTA Tour      | M. Dransfield (3) P. Dransfield (2)                  | Ada Keele E. Mackenzie                        | 9–7, 10–8            |
| 1896       | WTA Tour      | Phoebe Howitt (1) F Waters                           | Kate Nunneley Miss Woolnough                  | 6–3, 7–5             |
| 1897       | WTA Tour      | Kate Nunneley Phoebe Howitt (2)                      | Maisie Parr M. Dransfield                     | 6–3, 7–5             |
| 1898       | WTA Tour      | M. Dransfield (4) P. Dransfield (3)                  | Phoebe Howitt F Waters                        | 7–5, 6–4             |
| 1899       | WTA Tour      | Phoebe Howitt (3) Miss Clift (1)                     | M. Dransfield P. Dransfield                   | 6–0, 6–2             |
| 1900       | WTA Tour      | Miss Clift (2) Phoebe Howitt-Cater (4)               | Rose Payton Miss Shadforth                    |                      |
| 1901       | WTA Tour      | M. Dransfield (5) Rose Payten (1)                    | P. Dransfield Miss Jones                      | 6–4, 6–2             |
| 1902       | WTA Tour      | M. Dransfield (6) Rose Payten (2)                    | Marjorie Cox Crawford Miss Shadforth          | 6–2, 6–1             |
| 1903       | WTA Tour      | M. Dransfield (7) Rose Payten (3)                    | Beatty Bremer                                 | 4–6, 7–5, 6–4        |
| 1904       | WTA Tour      | Rose Payten (4) Miss Jones (1)                       | Bremer Lowther Crofton                        | 4–6, 6–2, 8–8 ritiro |
| 1905       | Non disputato | Non disputato                                        | Non disputato                                 | Non disputato        |
| 1906       | WTA Tour      | Rose Payten (5) Miss Jones (2)                       | Miss Gardiner Miss Gordon                     | 6–2, 6–0             |
| 1907       | Non disputato | Non disputato                                        | Non disputato                                 | Non disputato        |
| 1908       | WTA Tour      | Miss Collings Annie Kellet-Baker                     | Miss Gardiner Miss Gordon                     | Abbandono            |
| 1909       | WTA Tour      | Lily Addison (1) Phillis Stewart (1)                 | Annie K. Baker Ford Collings                  | 6–1, 8–6             |
| 1910       | WTA Tour      | Lily Addison (2) Phillis Stewart (2)                 | Wilmott Yuill                                 | 6–3, 6–1             |
| 1911       | WTA Tour      | Phillis Stewart (3) Blain                            |                                               |                      |
| 1912       | WTA Tour      | Annie K. Baker Ford (1) Collings                     | Miss Blair Phillis Stewart                    | walkover             |
| 1913       | WTA Tour      | Phillis Stewart (4) A Williams                       | Annie K. Baker Ford Collings                  | 9–7, 7–5             |
| 1914       | WTA Tour      | Lily Addison (3) Phillis Stewart (5)                 | Ford Collings                                 | 7–5, 6–0             |
| 1915       | WTA Tour      | Lily Addison (4) Phillis Stewart (6)                 | Mrs McArthur Dorothy Schlesinger              | 6–0, 4–3             |
| 1916- 1918 | Non disputato | Non disputato                                        | Non disputato                                 | Non disputato        |
| 1919       | WTA Tour      | Irene Forbes-Smith (1) Sylvia Lance                  | E. Collings Mrs H. Fuller                     | 6–4, 6–8, 7–5        |
| 1920       | WTA Tour      | Annie Baker Ford (2) Annie Halley                    | Floris Saint-George Mrs H. Fuller             | 3–6, 6–2, 6–3        |
| 1921       | WTA Tour      | L. Bury Marjorie Mountain                            | Mrs H. Fuller Floris Saint-George             | 1–6, 6–1, 7–5        |
| 1922       | WTA Tour      | Evelyn Colyer Doris Craddock                         | Ermyntrude Harvey Madeline O'Neill            | 6–4, 3–6, 6–3        |
| 1923       | WTA Tour      | Irene Forbes-Smith (2) Sylvia Lance (1)              | Nellie Lloyd Gwendoline Utz                   | 10–8, 6–2            |
| 1924       | WTA Tour      | Irene Forbes-Smith (3) Sylvia Lance (2)              | Annie Gray Martin Nellie Lloyd                | 6–2, 6–4             |
| 1925       | WTA Tour      | Marjorie Cox (1) Gwendoline Utz (1)                  | Gertrude Todd Gladys Toyne                    | 6–4, 6–0             |
| 1926       | WTA Tour      | Esna Boyd Gwendoline Utz (2)                         | Sylvia Harper Lorna Utz                       | 6–2, 6–3             |
| 1927       | WTA Tour      | Daphne Akhurst (1) Marjorie Cox Crawford (2)         | Esna Boyd Gwendoline Utz                      | 6–0, 6–2             |
| 1928       | WTA Tour      | Sylvia Harper Gladys Toyne                           | Floris Conway Marjorie Cox                    | 8–6, 6–3             |
| 1929       | WTA Tour      | Daphne Akhurst (2) Marjorie Cox Crawford (3)         | Louie Bickerton Kathrine Le Mesurier          | 6–2, 6–4             |
| 1930       | WTA Tour      | Daphne Akhurst (3) Marjorie Cox Crawford (4)         | Sylvia Lance Harper Louie Bickerton           | 6–3, 3–6, 9–7        |
| 1931       | WTA Tour      | Marjorie Cox Crawford (5) Louie Bickerton (1)        | Ula Valkenburg Dorothy Dingle                 | 6–1, 8–6             |
| 1932 (1)   | WTA Tour      | Louie Bickerton (1) Joan Hartigan (1)                | Dorothy Dingle Ula Valkenburg                 | 6–3, 2–6, 6–2        |
| 1932 (2)   | WTA Tour      | Louise Bickerton (2) Joan Hartigan (2)               | Dorothy Dingle Ula Valkenburg                 | 7–5, 2–6, 7–5        |
| 1933       | WTA Tour      | Louise Bickerton (3) Joan Hartigan (3)               | Nancy Chitty Frances Hoddle-Wrigley           | 7–5, 6–2             |
| 1934       | WTA Tour      | Evelyn Dearman Nancy Lyle                            | Nell Hall Hopman Dorothy Round                | 6–4, 6–0             |
| 1935       | WTA Tour      | Nell Hall Hopman (1) Thelma Coyne Long (2)           | Mrs. H. Betts Miss A. G. Menzies              | 7–5, 6–2             |
| 1936       | WTA Tour      | Nancye Wynne Bolton Dorothy Stevenson                | O. Menzies O. Stebbing                        | 6–2, 2–6, 6–2        |
| 1937       | WTA Tour      | Nell Hall Hopman (2) Thelma Coyne Long (3)           | Nancye Wynne Bolton Dorothy Stevenson         | 10–8, 3–6, 6–3       |
| 1938       | WTA Tour      | Nell Hall Hopman (3) Thelma Coyne Long (4)           | Alison Hattersley Vera Selwin                 | 3–6, 6–3, 6–2        |
| 1939       | WTA Tour      | Nell Hall Hopman (3) Thelma Coyne Long (5)           | Joan Hartigan Nancye Wynne Bolton             | 6–1, 1–6, 6–2        |
| 1940       | WTA Tour      |                                                      |                                               |                      |
| 1941 1944  | Non disputato | Non disputato                                        | Non disputato                                 | Non disputato        |
| 1945       | WTA Tour      | Joyce Fitch Rymer Mary Bevis Hawton                  | Thelma Coyne Long Nell Hall Hopman            | 6–2, 6–3             |
| 1946       | WTA Tour      | Nancye Wynne Bolton (1) Thelma Coyne Long (6)        | Joyce Fitch Rymer Mary Bevis Hawton           | 6–2, 3–6, 6–0        |
| 1947       | WTA Tour      | Nancye Wynne Bolton (2) Thelma Coyne Long (7)        | Dorothy Jenkins                               |                      |
| 1948       | WTA Tour      | Nancye Wynne Bolton (3) Rex Hartwig                  | Marie Toomey Dulcie Whittaker                 | 6–2, 9–7             |
| 1949       | WTA Tour      | Nancye Wynne Bolton (4) Thelma Coyne Long (8)        | Gwen Bryant Dorn Fogarty                      | 6–0, 6–1             |
| 1950       | WTA Tour      | Joyce Fitch Rymer Mary Bevis Hawton (1)              | Nancye Wynne Bolton P Finn                    | 6–2, 6–4             |
| 1951       | WTA Tour      | Thelma Coyne Long (9) Mary Bevis Hawton (2)          | Esme Ashford V. Ashford                       | 6–2, 7–5             |
| 1952       | WTA Tour      | Maureen Connolly Brinker Julia Sampson               | Mary Bevis Hawton Beryl Penrose Collier       | 4–6, 6–2, 6–1        |
| 1953       | WTA Tour      | Mary Bevis Hawton (3) Beryl Penrose Collier (1)      | Dorn Fogarty Gwen Bryant                      | 8–6, 6–3             |
| 1954       | WTA Tour      | Mary Carter Reitano (1) Jenny Staley                 | Beryl Penrose Collier Mary Bevis Hawton       | 6–3, 8–6             |
| 1955       | WTA Tour      | Mary Carter Reitano (2) Beryl Penrose Collier (2)    | Esme Ashford Mary Bevis Hawton                | 6–1, 6–2             |
| 1956       | WTA Tour      | Shirley Fry Althea Gibson                            | Beryl Penrose Collier Mary Carter Reitano     | 7–5, 6–4             |
| 1957       | WTA Tour      | Mary Carter Reitano (3) Beryl Penrose Collier (3)    | Coghlan/ Hellyer                              | 6–4, 7–9, 6–2        |
| 1958       | WTA Tour      | Mary Bevis Hawton (4) Thelma Coyne Long (10)         | Candy Reynolds Renee Schuurman Haygarth       | 9–7, 1–6, 7–5        |
| 1959       | WTA Tour      | Maria Bueno Christine Truman                         | Fay Muller Mary Carter Reitano                | 6–8, 6–2, 6–2        |
| 1960       | WTA Tour      | Mary Carter Reitano (1) Margaret Smith Court (1)     | Lesley Turner Bowrey Nolene Turner            | 6–3, 7–9, 6–2        |
| 1961       | WTA Tour      | Robyn Ebbern (1) Margaret Smith Court (2)            | Mary Bevis Hawton Mary Carter Reitano         | 6–2, 6–3             |
| 1962       | WTA Tour      | Jan Lehane O'Neill Lesley Turner Bowrey (1)          | Elizabeth Starkie Judy Tegart Dalton          | 6–4, 6–3             |
| 1963       | WTA Tour      | Robyn Ebbern (2) Margaret Smith Court (3)            | Jan Lehane O'Neill Lesley Turner Bowrey       | 6–4, 6–3             |
| 1964       | WTA Tour      | Robyn Ebbern (3) Billie Jean King                    | Margaret Smith Court Lesley Turner Bowrey     | 6–4, 3–6, 7–5        |
| 1965       | WTA Tour      | Margaret Smith Court (4) Lesley Turner Bowrey (2)    | Nancy Richey Carole Graebner                  | 6–3, 8–6             |
| 1966       | WTA Tour      | Karen Krantzcke (1) P Turner                         | Jan Lehane O'Neill M Schacht                  | 3–6, 8–6, 10–8       |
| 1967       | WTA Tour      | Karen Krantzcke (2) Kerry Melville                   | Judy Tegart Lesley Turner Bowrey              | 6–3, 6–4             |
| 1968       | Non disputato | Non disputato                                        | Non disputato                                 | Non disputato        |
| 1969       | WTA Tour      | Margaret Smith Court (5) Judy Tegart                 | Rosie Casals Billie Jean King                 | 15–13, 4–6, 6–3      |
| 1970       | WTA Tour      | Karen Krantzcke (3) Kerry Melville Reid              | Judy Tegart Dalton Lesley Turner Bowrey       | 6–4, 3–6, 6–2        |
| 1971       | WTA Tour      | Margaret Smith Court (6) Ol'ga Vasil'evna Morozova   | Helen Gourlay-Cawley Kerry Harris             | 6–2, 6–0             |
| 1972       | WTA Tour      | Evonne Goolagong Cawley (1) Melissa Edwards          | Lesley Turner Bowrey Virginia Wade            | 6–1, 6–2             |
| 1973       | WTA Tour      | Chris O'Neil Kazuko Sawamatsu (1)                    | Lesley Charles Glynis Coles-Bond              | 6–3, 6–4             |
| 1974 (1)   | WTA Tour      | Ann Kiyomura Kazuko Sawamatsu (2)                    | Janet Fallis Pam Whytcross                    | 6–3, 6–3             |
| 1974 (2)   | WTA Tour      | Evonne Goolagong Cawley (2) Peggy Michel             | Ol'ga Vasil'evna Morozova Martina Navrátilová | 6–7, 6–4, 6–1        |
| 1975       | WTA Tour      | Evonne Goolagong Cawley (3) Helen Gourlay-Cawley (1) | Heidi Eisterlehner Helga Masthoff             | 6–3, 4–6, 6–3        |
| 1976       | WTA Tour      | Helen Gourlay (2) Betsy Nagelsen (1)                 | Dianne Fromholtz Renáta Tomanová              | 6–4, 6–1             |
| 1977       | WTA Tour      | Evonne Goolagong Helen Gourlay (3)                   | Mona Schallau Kerry Reid                      | 6–0, 6–0             |
| 1978       | WTA Tour      | Lesley Hunt Sharon Walsh                             | Ilana Kloss Marise Kruger                     | 6–2, 6–1             |
| 1979       | WTA Tour      | Diane Desfor Barbara Hallquist                       | Barbara Jordan Kym Ruddell                    | 4–6, 6–2, 6–2        |
| 1980       | WTA Tour      | Pam Shriver Betty Stöve                              | Rosie Casals Wendy Turnbull                   | 6–1, 4–6, 6–4        |
| 1981       | WTA Tour      | Martina Navrátilová (1) Pam Shriver (1)              | Kathy Jordan Anne Smith                       | 6–7, 6–2, 6–4        |
| 1982       | WTA Tour      | Martina Navrátilová (2) Pam Shriver (2)              | Claudia Kohde Kilsch Eva Pfaff                | 6–2, 2–6, 7–6        |
| 1983       | WTA Tour      | Anne Hobbs Wendy Turnbull (1)                        | Hana Mandlíková Helena Suková                 | 6–4, 6–3             |
| 1984       | WTA Tour      | Claudia Kohde Kilsch Helena Suková (1)               | Wendy Turnbull Sharon Walsh                   | 6–2, 7–6             |
| 1985       | WTA Tour      | Hana Mandlíková Wendy Turnbull (2)                   | Rosalyn Fairbank Candy Reynolds               | 3–6, 7–6, 6–4        |
| 1986       | Non disputato | Non disputato                                        | Non disputato                                 | Non disputato        |
| 1987       | WTA Tour      | Betsy Nagelsen (1) Elizabeth Smylie                  | Jenny Byrne Janine Thompson                   | 6–7, 7–5, 6–1        |
| 1988       | WTA Tour      | Ann Henricksson Christiane Jolissaint                | Claudia Kohde Kilsch Helena Suková            | 7–6, 4–6, 6–3        |
| 1989       | WTA Tour      | Martina Navrátilová (3) Pam Shriver (3)              | Elizabeth Smylie Wendy Turnbull               | 6–3, 6–3             |
| 1990       | Tier III      | Jana Novotná (1) Helena Suková (2)                   | Larisa Neiland Nataša Zvereva                 | 6–3, 7–5             |
| 1991       | Tier III      | Arantxa Sánchez (1) Helena Suková (3)                | Gigi Fernández Jana Novotná                   | 6–1, 6–4             |
| 1992       | Tier III      | Arantxa Sánchez Vicario (2) Helena Suková (4)        | Mary Joe Fernández Zina Garrison              | 7–6(4), 6(4)–7, 6–2  |
| 1993       | Tier II       | Pam Shriver (4) Elizabeth Smylie                     | Lori McNeil Rennae Stubbs                     | 7–6, 6–2             |
| 1994       | Tier II       | Patty Fendick Meredith McGrath                       | Jana Novotná Arantxa Sánchez Vicario          | 6–2, 6–3             |
| 1995       | Tier II       | Lindsay Davenport (1) Jana Novotná (2)               | Patty Fendick Mary Joe Fernández              | 7–5, 2–6, 6–4        |
| 1996       | Tier II       | Lindsay Davenport (2) Mary Joe Fernández             | Lori McNeil Helena Suková                     | 6–3, 6–3             |
| 1997       | Tier II       | Gigi Fernández Arantxa Sánchez Vicario               | Lindsay Davenport Nataša Zvereva              | 6–3, 6–1             |
| 1998       | Tier II       | Martina Hingis Helena Suková (5)                     | Katrina Adams Meredith McGrath                | 6–1, 6–2             |
| 1999       | Tier II       | Elena Lichovceva Ai Sugiyama (1)                     | Mary Joe Fernández Anke Huber                 | 6–3, 2–6, 6–0        |
| 2000       | Tier II       | Julie Halard-Decugis Ai Sugiyama (2)                 | Martina Hingis Mary Pierce                    | 6–0, 6–3             |
| 2001       | Tier II       | Anna Kurnikova Barbara Schett                        | Lisa Raymond Rennae Stubbs                    | 6–2, 7–5             |
| 2002       | Tier II       | Lisa Raymond Rennae Stubbs (1)                       | Martina Hingis Anna Kurnikova                 | Abbandono            |
| 2003       | Tier II       | Kim Clijsters Ai Sugiyama (3)                        | Conchita Martínez Rennae Stubbs               | 6–3, 6–3             |
| 2004       | Tier II       | Cara Black (1) Rennae Stubbs (2)                     | Dinara Safina Meghann Shaughnessy             | 7–5, 3–6, 6–4        |
| 2005       | Tier II       | Bryanne Stewart Samantha Stosur                      | Elena Dement'eva Ai Sugiyama                  | Abbandono            |
| 2006       | Tier II       | Corina Morariu Rennae Stubbs (3)                     | Virginia Ruano Pascual Paola Suárez           | 6–3, 5–7, 6–2        |
| 2007       | Tier II       | A. Groenefeld Meghann Shaughnessy                    | Marion Bartoli Meilen Tu                      | 6–3, 3–6, 7–6(2)     |
| 2008       | Tier II       | Yan Zi Zheng Jie                                     | Tetjana Perebyjnis Tat'jana Puček             | 6–4, 7–6(5)          |
| 2009       | Premier       | Hsieh Su-wei Peng Shuai                              | Nathalie Dechy Casey Dellacqua                | 6–0, 6–1             |
| 2010       | Premier       | Cara Black Liezel Huber                              | Tathiana Garbin Nadia Petrova                 | 6–1, 3–6, [10–3]     |
| 2011       | Premier       | Iveta Benešová Barbora Záhlavová-Strýcová            | Květa Peschke Katarina Srebotnik              | 4–6, 6–4, [10–7]     |
| 2012       | Premier       | Květa Peschke Katarina Srebotnik (1)                 | Liezel Huber Lisa Raymond                     | 6–1, 4–6, [13–11]    |
| 2013       | Premier       | Nadia Petrova Katarina Srebotnik (2)                 | Sara Errani Roberta Vinci                     | 6–3, 6–4             |
| 2014       | Premier       | Tímea Babos (1) Lucie Šafářová                       | Sara Errani Roberta Vinci                     | 7–5, 3–6, [10–7]     |
| 2015       | Premier       | Bethanie Mattek-Sands Sania Mirza (1)                | Raquel Kops-Jones Abigail Spears              | 6–3, 6–3             |
| 2016       | Premier       | Martina Hingis Sania Mirza (2)                       | Caroline Garcia Kristina Mladenovic           | 1–6, 7–5, [10–5]     |
| 2017       | Premier       | Tímea Babos (2) Anastasija Pavljučenkova             | Sania Mirza Barbora Strýcová                  | 6–4, 6–4             |
| 2018       | Premier       | Gabriela Dabrowski Xu Yifan                          | Latisha Chan Andrea Sestini Hlaváčková        | 6–3, 6–1             |
| 2019       | Premier       | Aleksandra Krunić Kateřina Siniaková                 | Eri Hozumi Alicja Rosolska                    | 6–1, 7–6(3)          |
| 2020- 2021 | Non disputato | Non disputato                                        | Non disputato                                 | Non disputato        |
| 2022       | WTA 500       | Anna Danilina Beatriz Haddad Maia                    | Vivian Heisen Panna Udvardy                   | 4–6, 7–5, [10–8]     |